# Diga di Alaçatı
La diga di Alaçatı è una diga della Turchia che prende il nome dalla città omonima che si trova nel distretto di Çeşme nella provincia di Smirne. La diga taglia il fiume Hirsizdere, che si getta nel mare Egeo a 3 km dalla diga.